# Juan Díaz Covarrubias (Veracruz)

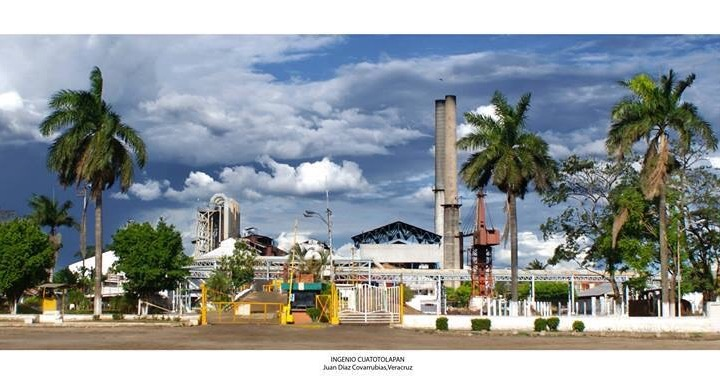
Ingenio de Cuatotolapan

Juan Díaz Covarrubias se ubica en el estado mexicano de Veracruz en el municipio de Hueyapan de Ocampo localizada a una altitud de 21 metros sobre el nivel del mar, Su principal actividad es la industria, se localiza a 5 km al norte de la cabecera municipal Hueyapan de Ocampo.
En Juan Díaz Covarrubias, es la población donde descansa la economía, el comercio y los servicios y principales vías de comunicación del municipio de Hueyapan de Ocampo.
La comunidad es sede del ingenio de Cuatotolapan, el nombre original de esta localidad fue San Juan Sugar, años más tarde en la persecución religiosa durante la Guerra Cristera se le retiró este nombre híbrido y se le colocó el del poeta xalapeño: Juan Díaz Covarrubias.
Juan Díaz Covarrubias tiene un clima principalmente cálido y húmedo, tiene abundantes lluvias en verano y algunas a principios de otoño.
Juan Díaz Covarrubias cuenta con 6,220 habitantes.

## Historia
Antiguamente conocido como San Juan Sugar debido a la gran influencia inglesa en su época del siglo XX, esta localidad contaba con una línea de ferrocarril que transportaba caña de azúcar al ingenio de Cuatotolapan que hoy en día ese tren se localiza ahí mismo, durante varios años la localidad fue una gran fuente económica del sur del estado Veracruz debido a la producción de caña de azúcar haciendo así que en el año de 1955 se iniciará la construcción de la carretera costera del golfo que comunicaría al municipio de Acayucan y Catemaco.
El puente de arco inglés, fabricado en Estados Unidos, es un símbolo emblemático para Juan Díaz Covarrubias. Originalmente proyectado para ser erigido sobre el camino a Miapan de Caldelas, su destino cambió gracias a la intervención del General y Licenciado Aarón Sáenz Garza. Fue así como se decidió su construcción en Covarrubias, lugar donde se alzaba el coloso azucarero, considerado la cuna del azúcar. Esta decisión resalta cómo las acciones y decisiones estratégicas pueden influir significativamente en el desarrollo y la identidad de una comunidad.
San Juan Sugar, tuvo una expansión y fue engrandecido durante el siglo XX por los migrantes Oaxaqueños, que llegaron en grandes cantidades, como cortadores de caña, como comerciantes en varios ramos de la industria, lo cual una gran parte de la población tiene entre sus raíces al estado de Oaxaca.

A un costado de este lugar se encuentra la Loma de los Ingleses; cuyo nombre se debe a que allí vivieron técnicos europeos que participaron en la construcción del ingenio Cuatotolapan, el último procesador de caña hacia el Sur de Veracruz.

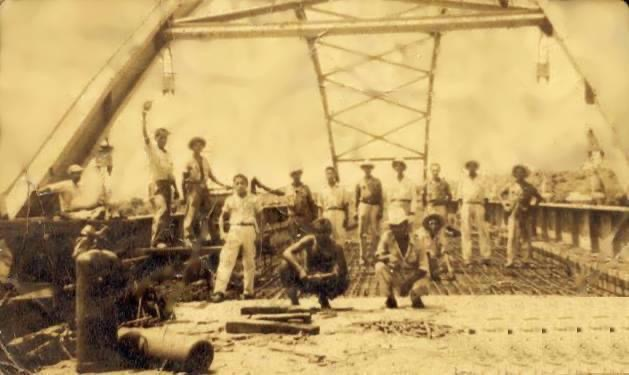
Juan Díaz Covarrubias

Este ingenio alimenta las economías de Acayucan, Catemaco, San Andrés Tuxtla y Hueyapan de Ocampo, donde hay importantes siembras de caña y un comercio que cobra vida cuando miles de cañeros cobran sus cosechas.

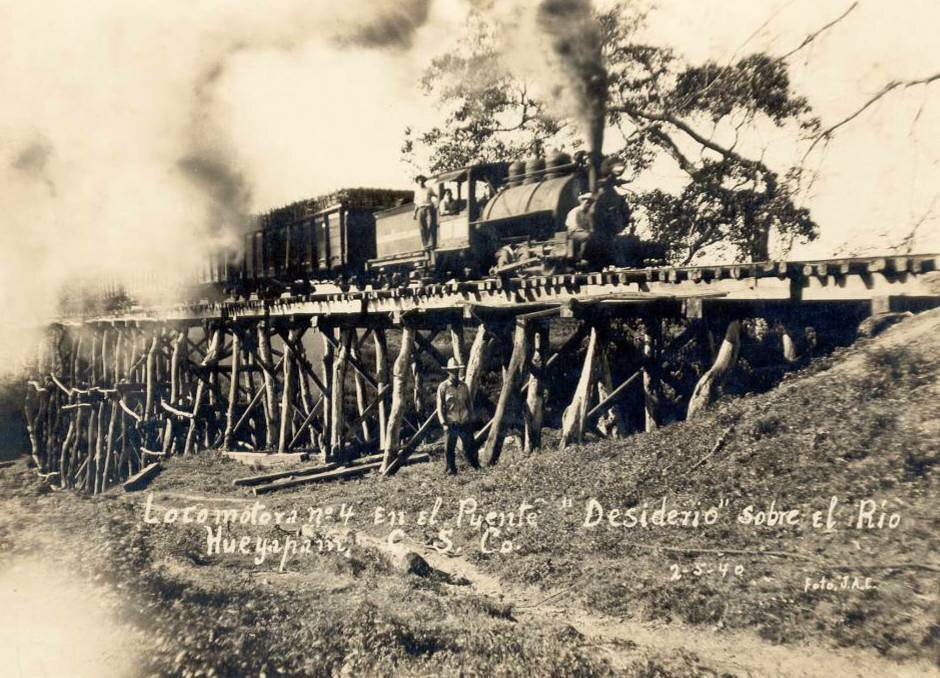
Tren sobre el río Hueyapan

## Geografía
El municipio se encuentra ubicado en la zona sur del Estado, sobre el conjunto montañoso de la sierra Santa Marta Soteapan, Juan Martín o los Tuxtlas, destacan las cimas Cintepec, Grande, Loma Larga y Las Cumbres de Bastonal.
Hidrografía
Se encuentra regado por el río Hueyapan y los arroyos afluentes del mismo como el San Andrés, San Juan Zapopan y Tachicán, que a su vez son tributarios del río papaloapan.
Principales Ecosistemas
Los ecosistemas que coexisten en el municipio son el de selva alta perennifolia y vegetación secundaria, donde se desarrolla una fauna compuesta por poblaciones de armadillos, ardillas, conejos y tejones.

### Clima
El clima es tropical cálido, con una temperatura media anual de 25.3 °C y precipitación media anual de 1500 mm.
Durante los meses de septiembre, octubre, noviembre, diciembre, enero y febrero se presenta el fenómeno conocido como "norte", que son rachas de viento provenientes del Norte y que alcanzan velocidades aproximadamente desde los 50 hasta los 100 kilómetros por hora. En algunas ocasiones la temperatura desciende varios grados, aunque su duración es breve; de uno a tres días.

## Locomotora de Vapor
Locomotora 265 CIASA. 
Esta locomotora de vía angosta (.914 m) fue fabricada por la Baldwin Locomotive Works en septiembre de 1921 para los Ferrocarriles Nacionales de México. Originalmente llevó el número 190 y en 1930 fue renumerada como 265 perteneciendo a la clase G-030.

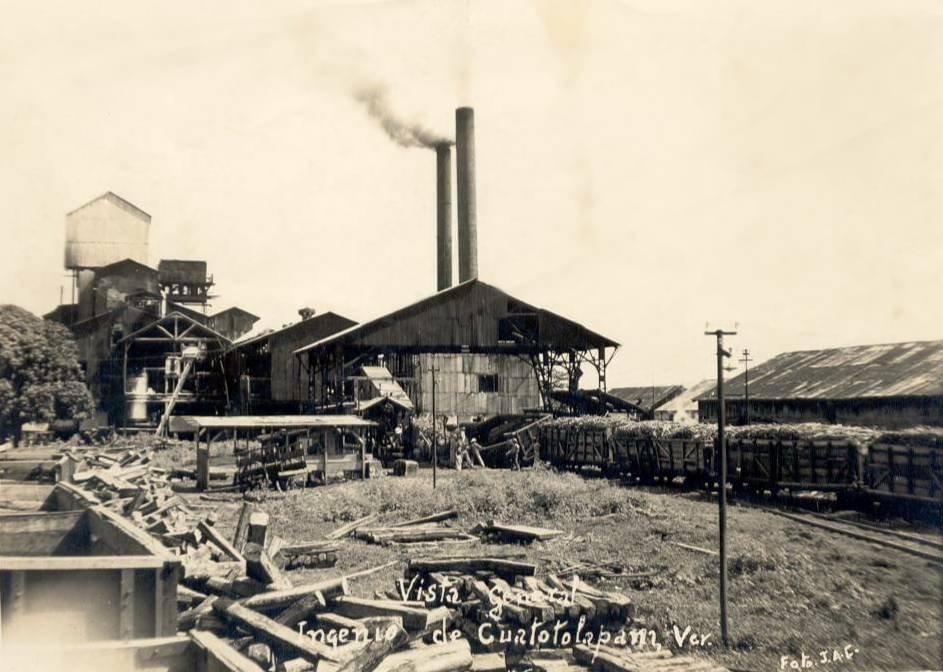
Juan Díaz Covarrubias 1940

En 1968 fue vendida a la Compañía Industrial Azucarera S.A. (CIASA) para ponerla a trabajar en su Ingenio Azucarero de Juan Díaz Covarrubias en el Estado de Veracruz. Actualmente se encuentra preservada de forma privada en Jojutla Morelos.

## Fiestas populares
- 19 de marzo: se llevan a cabo las fiestas religiosas de San José, patrono del lugar.
- En abril se celebra el carnaval, con bailes populares, juegos pirotécnicos, juegos mecánicos, carreras de caballos, torneos de cintas, peleas de gallos, mojigangas y kermesses.
- 1 y 2 de noviembre: se festeja a todos los santos y fieles difuntos, se coloca un altar en el lugar principal de la casa y en este se les ofrece la comida que les gustaba.
- 12 de diciembre: se realizan las fiestas religiosas en honor de la Virgen de Guadalupe, con actos religiosos y ofrendas florales.

### Música
En el municipio se carece de música típica, sin embargo se tiene preferencia por la música tropical.

## Turismo
En el municipio se cuenta con el río Dos Caños, que es el principal atractivo turístico en este se realizan actividades deportivas y de recreo.

## Estructura Social
En Juan Díaz Covarrubias el 0,62% de los adultos habla alguna lengua indígena. En Juan Díaz Covarrubias hay 2243 viviendas. De ellas, el 97,92% cuentan con electricidad, el 93,93% tienen agua entubada, el 95,67% tiene excusado o sanitario, el 80,48% radio, el 93,64% televisión, el 84,81% refrigerador, el 63,78% lavadora, el 25,20% automóvil, el 17,21% una computadora personal, el 27,22% teléfono fijo, el 58,72% teléfono celular, y el 35,69% Internet.